# Saint-Aignan, Gironde
Saint-Aignan är en kommun i departementet Gironde i regionen Nouvelle-Aquitaine i sydvästra Frankrike. Kommunen ligger i kantonen Fronsac som tillhör arrondissementet Libourne. År 2022 hade Saint-Aignan 195 invånare.

## Befolkningsutveckling
Antalet invånare i kommunen Saint-Aignan
Referens:INSEE